# Nicolas Simonnet
Pour les articles homonymes, voir Simonnet.
 (mars 2020).
Nicolas Simonnet est un architecte français du XVIIIe siècle mort en 1742.

## Biographie
Expert-bourgeois domicilié rue Le Regrattier à Paris (4e arrondissement), Nicolas Simonnet entra à l'Académie royale d'architecture en 1735.
Il était architecte des Prémontrés de la rue Hautefeuille. 
En 1734, il aménagea pour la princesse douairière de Conti l'hôtel de La Vrillière, no 14 rue Saint-Dominique. Il réalisa également des aménagements au château de L'Isle-Adam entre 1734 et 1736.
« Nicolas Simonnet dut laisser une certaine fortune : c'est sa veuve qui fit bâtir, sur les dessins de Claude-Louis d'Aviler, la belle maison 27, rue Saint-André-des-Arts. »

### Sources
- Michel Gallet, Les Architectes parisiens du XVIIIe siècle : Dictionnaire biographique et critique, Paris, Éditions Mengès, 1995, 494 p. (ISBN 978-2-85620-370-5)